# 蘇清和
蘇清和（1985年2月24日—），臺灣屏東縣人，為排灣族原住民，於2007年參加臺灣華視《快樂星期天》的校園歌喉戰單元所主辦的第一年度歌唱選秀比賽，並於年度冠軍賽中獲得第五名，曾參與環球音樂所製作的《校園快樂幫No.1校園歌喉戰冠軍合輯》，演唱《愛一直閃亮》，現合約已到期，為國立勤益科技大學機械系學生。

## 《快樂星期天》演唱之曲目
| 電視播出日期  | 演唱之曲目   | 原 唱 者       | 備註                       |
| ------------- | ------------ | -------------- | -------------------------- |
| 2007年4月15日 | piano        | 范逸臣         | 國立勤益科技大學校內冠軍   |
| 2007年4月15日 | 趁早         | 張宇           | 月冠軍賽成功晉級           |
| 2007年5月6日  | 出賣         | 周傳雄         | 季冠軍賽晉級（唯一晉級者） |
| 2007年5月20日 | 曹操         | 林俊傑         | 單曲錄製資格表演賽         |
| 2007年7月1日  | 眼淚知道     | 溫嵐           | 進年度冠軍賽前八強         |
| 2007年7月8日  | 不說出的溫柔 | 范逸臣         | 進年度冠軍賽前六強         |
| 2007年7月15日 | 精舞門       | 羅志祥         | 進年度冠軍賽前五強         |
| 2007年7月22日 | 不只是朋友   | 黃小琥         | 年度進前四強冠軍賽         |
| 2007年7月22日 | She Knows    | 林曉培         | PK賽                       |
| 2007年7月22日 | KATSU        | 張惠妹         | 告別曲，確定成為年度第五強 |
| 2007年8月12日 | 一眼瞬間     | 蕭敬騰& 張惠妹 | 妹力PK賽                   |
| 2008年1月6日  | 我愛過       | 江蕙           | 校園快樂幫PK二世代學弟妹   |

## 歌唱作品
| 日期           | 演唱之曲目            | 原 唱 者       | 備註                                                |
| -------------- | --------------------- | -------------- | --------------------------------------------------- |
| 2007年4月15日  | piano                 | 范逸臣         | 國立勤益科技大學校內歌唱冠軍                        |
| 2007年4月15日  | 趁早                  | 張宇           | 快樂星期天-月冠軍賽成功晉級                         |
| 2007年5月6日   | 出賣                  | 周傳雄         | 快樂星期天-季冠軍賽成功晉級（第四季九位唯一晉級者） |
| 2007年5月20日  | 曹操                  | 林俊傑         | 快樂星期天-單曲錄製資格表演賽                       |
| 2007年6月13日  | piano                 | 范逸臣         | 快樂星期天-記者會表演                               |
| 2007年7月1日   | 眼淚知道              | 溫嵐           | 快樂星期天-進年度冠軍賽前八強                       |
| 2007年7月8日   | 不說出的溫柔          | 范逸臣         | 快樂星期天-進年度冠軍賽前六強                       |
| 2007年7月15日  | 精舞門                | 羅志祥         | 快樂星期天-進年度冠軍賽前五強                       |
| 2007年7月22日  | 不只是朋友            | 黃小琥         | 快樂星期天-年度進前四強冠軍賽                       |
| 2007年7月22日  | She Knows             | 林曉培         | 快樂星期天-PK賽                                     |
| 2007年7月22日  | KATSU                 | 張惠妹         | 快樂星期天-告別曲，確定成為年度第五強               |
| 2007年8月10日  | 我是No.1              | 校園快樂幫     | 校園快樂幫合輯合唱曲（合輯正式發行）                |
| 2007年8月10日  | 愛一直閃亮            | 羅美玲         | 校園快樂幫合輯獨唱曲（合輯正式發行）                |
| 2007年8月11日  | 不只是朋友（Salsa版） | 黃小琥         | TVBSG-好友音樂會-夏日限定版                         |
| 2007年8月12日  | 一眼瞬間              | 蕭敬騰& 張惠妹 | 快樂星期天-妹力PK賽                                 |
| 2007年8月13日  | 愛一直閃亮            | 羅美玲         | 女人我最大-快樂幫綜藝初體驗                         |
| 2007年8月18日  | 趁早                  | 張宇           | TVBS-G-好友音樂會-夏日限定版                        |
| 2007年8月18日  | 愛一直閃亮            | 羅美玲         | TVBS-G-好友音樂會-夏日限定版                        |
| 2007年8月23日  | 讓每個人都心碎        | 黃大煒         | 完全娛樂（JR、王仁甫主持）                          |
| 2007年9月14日  | 我是No.1              | 校園快樂幫     | 台中DOUZO美食音樂居酒屋表演                         |
| 2007年9月14日  | 愛一直閃亮            | 羅美玲         | 台中DOUZO美食音樂居酒屋表演                         |
| 2007年9月29日  | 愛一直閃亮            | 羅美玲         | 八大百分百聽證會（羅志祥、小鬼主持）                |
| 2007年10月7日  | 力量                  | 羅志祥         | 屏東家扶表演                                        |
| 2007年10月8日  | 陌生人                | 蔡健雅         | 國立勤益科大迎新校園演唱會                          |
| 2007年10月8日  | 記得                  | 張惠妹         | 國立勤益科大迎新校園演唱會                          |
| 2007年10月8日  | 愛一直閃亮            | 羅美玲         | 國立勤益科大迎新校園演唱會                          |
| 2007年11月3日  | 愛一直閃亮            | 羅美玲         | 原住民電視台-超級原舞曲單元                         |
| 2007年11月23日 | 愛一直閃亮            | 羅美玲         | 台北影視節-台北快樂星光演唱會                       |
| 2007年11月29日 | What's Up             | 張惠妹         | 高雄藍色狂想駐唱                                    |
| 2007年11月29日 | 心中無別人            | 五月天         | 高雄藍色狂想駐唱                                    |
| 2007年11月29日 | 心動                  | 林曉培         | 高雄藍色狂想駐唱                                    |
| 2007年11月29日 | 在你和天空之間        | 趙之璧         | 高雄藍色狂想駐唱                                    |
| 2007年11月29日 | 至少還有你            | 林憶蓮         | 高雄藍色狂想駐唱                                    |
| 2007年11月29日 | 你的電話              | 藍心湄         | 高雄藍色狂想駐唱                                    |
| 2007年11月29日 | 記得愛                | 阿沁&李玖哲    | 高雄藍色狂想駐唱                                    |
| 2007年11月29日 | 我若不曾愛過你        | 動力火車       | 高雄藍色狂想駐唱                                    |
| 2007年11月29日 | 征服                  | 那英           | 高雄藍色狂想駐唱                                    |
| 2007年11月29日 | 家後                  | 江蕙           | 高雄藍色狂想駐唱                                    |
| 2007年11月29日 | 無情的你無情的你      | 齊秦           | 高雄藍色狂想駐唱                                    |
| 2007年12月31日 | 記得                  | 張惠妹         | 員林跨年表演                                        |
| 2007年12月31日 | 愛一直閃亮            | 羅美玲         | 員林跨年表演                                        |
| 2008年1月6日   | 陌生人                | 蔡健雅         | 原視-轉播第十四屆關懷盃選手之夜                     |
| 2008年1月6日   | 我愛過                | 江蕙           | 快樂星期天-校園快樂幫PK二世代學弟妹                 |
| 2008年3月21日  | 搖滾快樂              | 快樂幫         | 光明國小表演                                        |
| 2008年3月21日  | 再出發                | 任賢齊         | 光明國小表演                                        |
| 2008年3月21日  | 超快感                | 孫燕姿         | 光明國小表演                                        |
| 2008年4月3日   | She knows             | 林曉培         | 台北主婦之店駐唱                                    |
| 2008年4月3日   | Yersterday once more  | The Carpenters | 台北主婦之店駐唱                                    |
| 2008年4月3日   | 不只是朋友            | 黃小琥         | 台北主婦之店駐唱                                    |
| 2008年4月3日   | 平常心                | 張惠妹         | 台北主婦之店駐唱                                    |
| 2008年4月3日   | 你到底愛誰            | 劉嘉亮         | 台北主婦之店駐唱                                    |
| 2008年4月3日   | 我真的受傷了          | 張學友         | 台北主婦之店駐唱                                    |
| 2008年4月3日   | 那又如何              | 林曉培         | 台北主婦之店駐唱                                    |
| 2008年4月3日   | 狠角色                | 張惠妹         | 台北主婦之店駐唱                                    |
| 2008年4月3日   | 緩慢                  | 林曉培         | 台北主婦之店駐唱                                    |
| 2008年4月24日  | 你是我的眼            | 蕭煌奇         | 台北主婦之店駐唱                                    |
| 2008年4月24日  | 愛情釀的酒            | 紅螞蟻         | 台北主婦之店駐唱                                    |
| 2008年4月24日  | 自由                  | 張震嶽         | 台北主婦之店駐唱                                    |
| 2008年5月28日  | 我給你幸福            | 動力火車       | 台北聚場餐廳駐唱                                    |
| 2008年5月28日  | 紅蜻蜓                | 小虎隊         | 台北聚場餐廳駐唱                                    |
| 2008年5月28日  | 沒有煙抽的日子        | 張雨生         | 台北聚場餐廳駐唱                                    |
| 2008年5月28日  | 勇敢一點              | 趙傳           | 台北聚場餐廳駐唱                                    |
| 2008年5月28日  | 傘下                  | 張宇           | 台北聚場餐廳駐唱                                    |
| 2008年5月28日  | 愛什麼希罕            | 張惠妹         | 台北聚場餐廳駐唱                                    |
| 2008年5月28日  | 愛情傀儡              | 巫啟賢         | 台北聚場餐廳駐唱                                    |
| 2008年5月28日  | 零                    | 柯有綸         | 台北聚場餐廳駐唱                                    |
| 2008年6月3日   | 你那麼愛他            | 林隆璇&李聖傑  | 台北主婦之店駐唱                                    |
| 2008年6月3日   | 那就這樣吧            | 動力火車       | 台北主婦之店駐唱                                    |
| 2008年7月27日  | 心中無別人            | 五月天         | 台中哈玩意餐廳駐唱                                  |
| 2008年7月27日  | 自由                  | 張震嶽         | 台中哈玩意餐廳駐唱                                  |
| 2008年7月27日  | 酒醉的探戈            | 動力火車       | 台中哈玩意餐廳駐唱                                  |
| 2008年8月9日   | 搖滾快樂              | 快樂幫         | 臺北縣童謠搖滾嘉年華                                |
| 2008年8月9日   | 超快感                | 孫燕姿         | 臺北縣童謠搖滾嘉年華                                |
| 2009年2月8日   | 你不是真正的快樂      | 五月天         | 首屆全國原住民年貨大街                              |
| 2009年2月8日   | 星星堆滿天            | 楊乃文         | 首屆全國原住民年貨大街                              |

## 外部連結
- 蘇清和 無名部落格 （页面存档备份，存于）
- 蘇清和 痞客邦官方部落格 （页面存档备份，存于）
- 蘇清和 舊iamcool官方部落格[永久]